# Parc national Mungo
Le parc national Mungo est un parc national australien situé au sud-ouest de la Nouvelle-Galles du Sud à 876 km à l'ouest de Sydney, dans le comté de Balranald. Il fait partie de la région des lacs Willandra qui s'étend sur 2 400 km2, comprend dix-sept lacs salés asséchés datant du pléistocène, et figure au patrimoine mondial.
Le parc est très connu pour les sites archéologiques qu'il abrite. On y a découvert les restes de l'homme de Mungo, le plus vieil homme découvert en Australie et de la femme de Mungo, la plus ancienne femme australienne qui ait subi une crémation traditionnelle. Ils étaient enterrés sur les bords du lac Mungo, sous les « murailles de Chine », nom donné à une série de buttes sablonneuses en arceau situées sur le bord sud du lac.